# Monuments del Japó

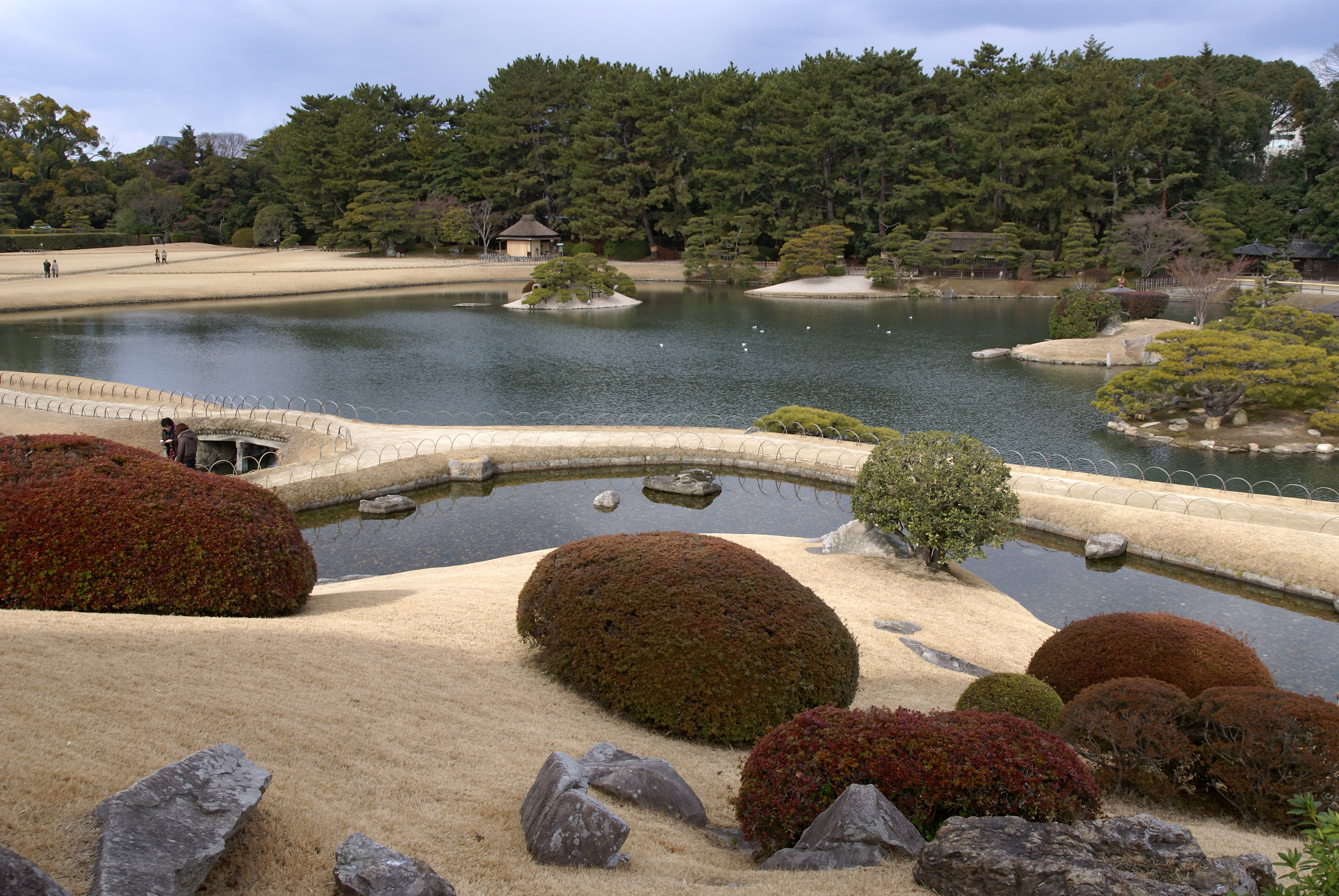
El Kōraku-en a la prefectura d'Okayama està designat com a lloc especial de bellesa paisatgística

Monuments (記念物 kinenbutsu) és un terme col·lectiu utilitzat a la Llei del govern japonès per la protecció de béns culturals per tal de designar elements del patrimoni cultural del Japó. S'aplica a emplaçaments històrics; per exemple, amuntegaments de petxines, kofuns, palaus, castells japonesos, habitatges monumentals i altres llocs d'alt valor històric o científic; també a jardins, ponts, congostos, muntanyes, i altres llocs de gran bellesa paisatgística, i a elements naturals com animals, plantes i formacions geològiques o minerals d'alt valor científic.